# Lahul and Spiti
Lahul and Spiti is een district in de Indiase deelstaat Himachal Pradesh. Het district grenst aan de districten Chamba, Kangra, Kullu, Kinnaur en Leh (in Jammu en Kasjmir). In het westen grenst het aan de Tibetaanse Autonome Regio van China. Het district heeft een oppervlakte van 13.835 km² en heeft 33.224 inwoners (2001).
Het district ligt midden in de Himalaya en bestaat uit hooggebergte met diepe dalen. Er zijn twee hoofddalen: Lahaul in het westen en Spiti in het oosten. De twee dalen worden met elkaar verbonden door de 4551 m hoge Kunzum La. Tot 1960 waren de twee delen aparte districten, daarna werden ze samengevoegd met Keylong als districtshoofdstad. Andere grotere plaatsen zijn Kaza, Tandi en Udaipur.
Bilaspur · Chamba · Hamirpur · Kangra · Kinnaur · Kullu · Lahul and Spiti · Mandi · Shimla · Sirmaur · Solan · Una